# Івановський трамвай
Івановський трамвай — ліквідована трамвайна мережа в місті Іваново, Росія, що діяла впродовж 1934—2008 років.

## Історія
Перші плани з будівництва трамвая в Іваново були запропоновані у 1875 році. Але будівництво першої лінії почалося у травні 1934 року за маршрутом Вокзал — Меланжевий комбінат завдовжки близько 19 км. 
Трамвайна мережа була введена в експлуатацію 6 листопада 1934 року. 17 листопада відкрито другу лінію Вокзал — 1-е Робітниче селище. Наприкінці 1935 року довжина трамвайних маршрутів досягла 27,2 км. У 1936 році будівництво трамвайного депо поруч із залізничною станцією, будівництво мало тривати два роки. Під час Другої світової війни, стан інфраструктури погіршився. Вродовж 1946—1947 років була побудована ділянка від площі Генкиної до вулиці Ф. Енгельса. 
У 1999 році ліквідована лінія на вулиці Енгельса. 2 червня 2008 року ліквідовано останній маршрут трамваїв в місті Іваново.

## Маршрути

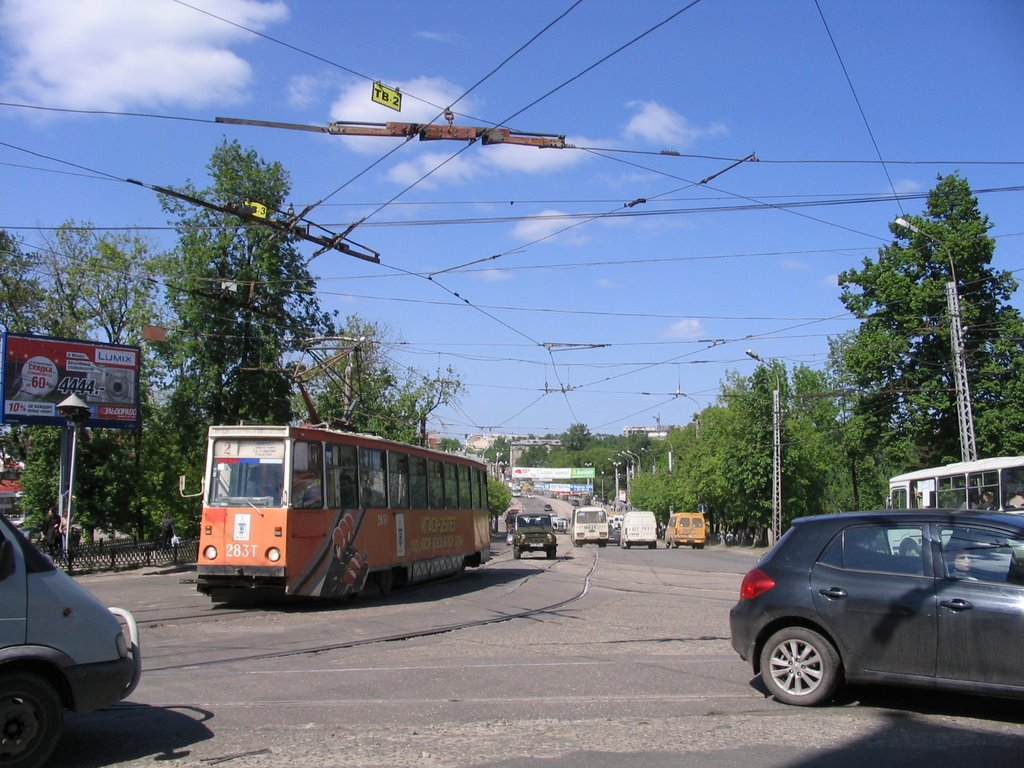
Одна з останніх поїздок трамвая (маршрут № 2), 10 травня 2008

До демонтажу трамвайних колій на проспекті Енгельса мережа представляла собою кільце в центрі міста (просп. Леніна — просп. Енгельса — вул. Станційна), від якого відходили чотири гілки: до ПКіВ ім. Степанова, Меланжевого комбінату, ІЗТС і 1-го Робітничого селища.
| Перелік трамвайних маршрутів | Перелік трамвайних маршрутів              | Перелік трамвайних маршрутів   | Перелік трамвайних маршрутів |
| №                            | Маршрут                                   | Роки існування                 |                              |
| Скасовані маршрути           | Скасовані маршрути                        | Скасовані маршрути             |                              |
| ---------------------------- | ----------------------------------------- | ------------------------------ | ---------------------------- |
| А                            | Кільцевий                                 | 1950-ті                        |                              |
| Б                            | Кільцевий                                 | 1950-ті                        |                              |
| 1                            | Залізничний вокзал — Меланжевий комбінат  | Скасований з 27 серпня 2007    |                              |
| 2                            | Залізничний вокзал — 1-е Робітниче селище | Скасований з 2 червня 2008     |                              |
| 3                            | ЦПКіВ ім. Степанова — Меланжевий комбінат | Скасований з 10 листопада 2005 |                              |
| 4                            | ЦПКіВ ім. Степанова — Вороб'йове          | 1935 — наприкінці 1960-х       |                              |
| 4                            | 1-е Робітниче селище — ІЗТС               | 1996                           |                              |
| 5                            | Залізничний вокзал — ІЗТС                 | Скасований з 5 липня 2007      |                              |
| 6                            | Залізничний вокзал — Меланжевий комбінат  | Скасований з 9 квітня 2007     |                              |

У трамвайному депо з грудня 2007 року відкритий тролейбусний майданчик, а з закриттям трамваю воно переобладнано під тролейбусне депо. У 2012 році закрито остаточно і знесено.
Причиною ліквідації в Іванові трамвайного руху — його нерентабельність, а також зношеність рухомого складу і рейок. Натомість замість трамвайного маршруту № 2 прокладена тролейбусна лінія, яка зє'днала вулиці Кузнєцова та Рабфаківську. Також по даному маршруту організовано додатковий автобусний рух.

## Рухомий склад

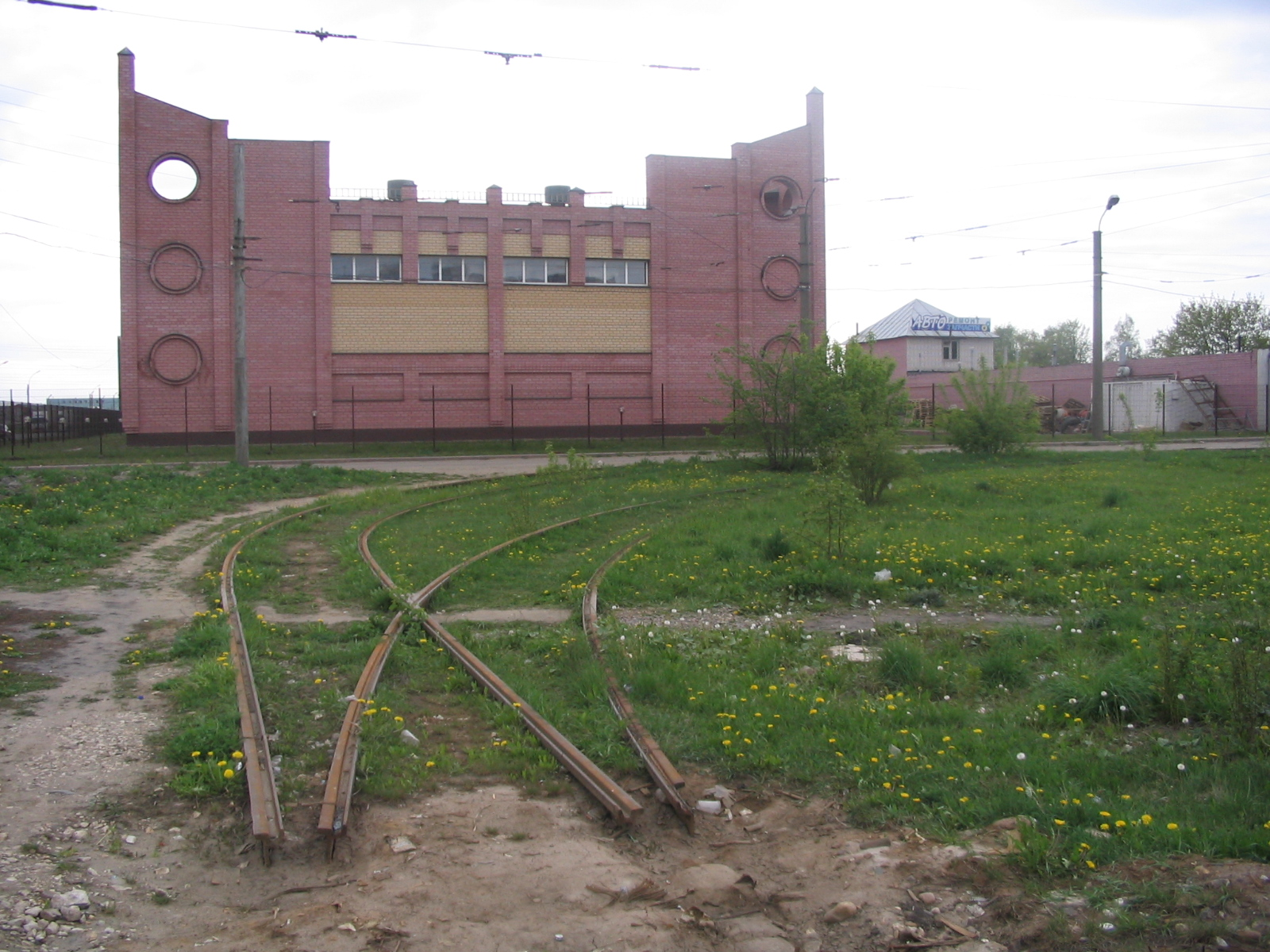
Кінцева трамвайного маршруту № 5,
10 травня 2008

Основу трамвайного парку становили вагони КТМ-5, а також КТМ-8. Станом на початок 2007 року лінійних вагонів перебувало 45 одиниць. 14 вагонів моделі КТМ-5 пройшли ремонт на ВРТТЗ, 16 вагонів — капітально-відновлювальний ремонт (КВР) в Іванівському трамвайному депо. У тому числі входив легендарний вагон № 289, що пройшов КВР і глибоку модернізацію в умовах депо. Станом на 2008 рік кількість рухомого складу, що регулярно працював на лінії, становило 19 вагонів. 
З 12 листопада 2007 року і до моменту закриття руху щоденний випуск становив 8 вагонів. Восени 2007 року, у зв'язку із закриттям здебільшого маршрутів і значним зниженням випуску, 21 вагон був поставлений на своєрідну консервацію в депо. У 2009 році 7 вагонів, що пройшли КВР в трамвайному депо (№ 289, 295, 256, 316, 319, 287, 310), були продані в місто Дзержинськ Нижегородської області. Вагон № 278 деякий час перебував в ПКіВ ім. Степанова, де використовувався як кафе, звідки згодом зник, ймовірно був порізаний на металобрухт. Решта пасажирських вагонів були списані і утилізовані на металобрухт. Будівля депо знесено влітку 2012 року.
За даними Росстату на 2004 рік трамваєм в місті щодня користувалися близько 30 тис. пасажирів.

## Галерея

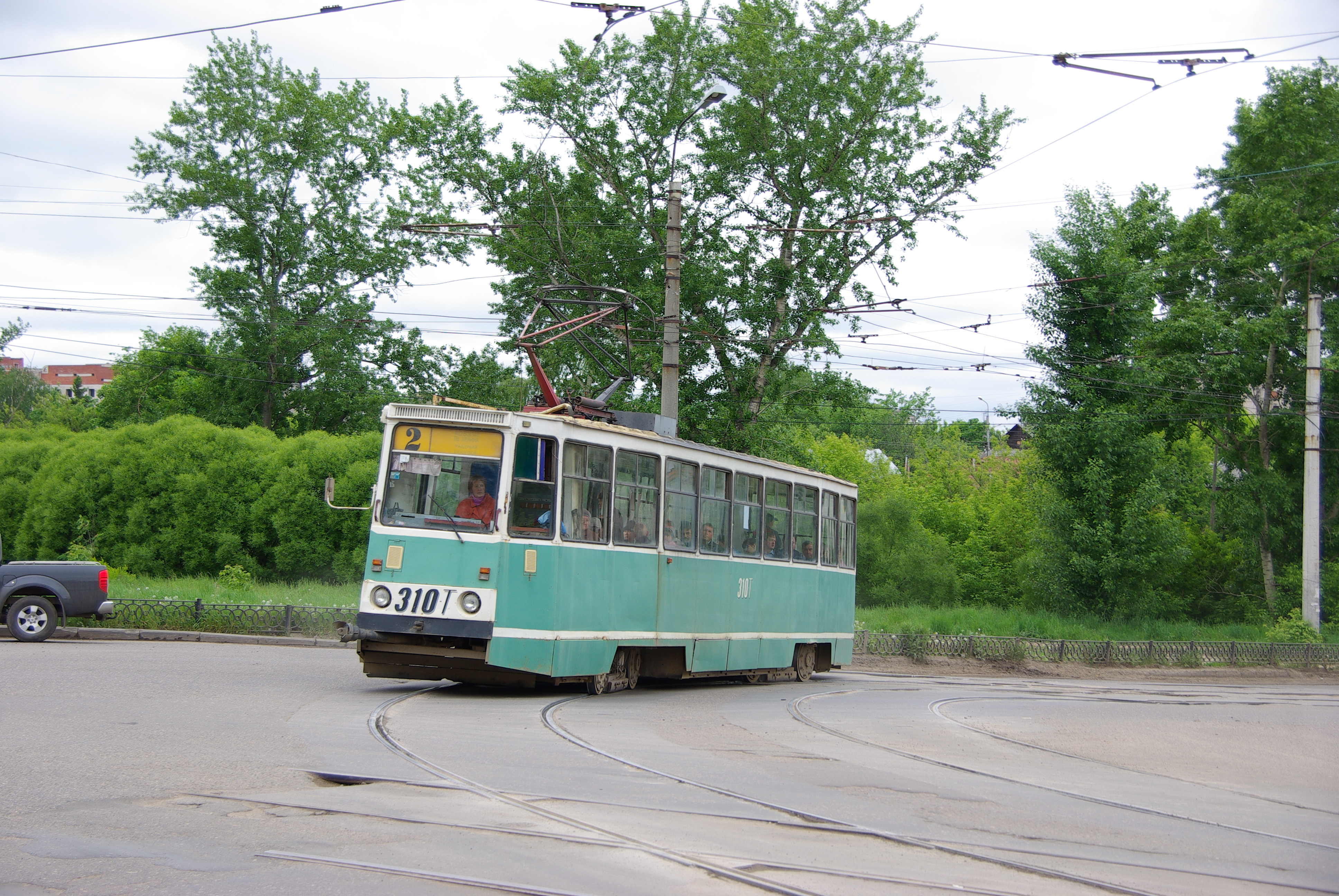
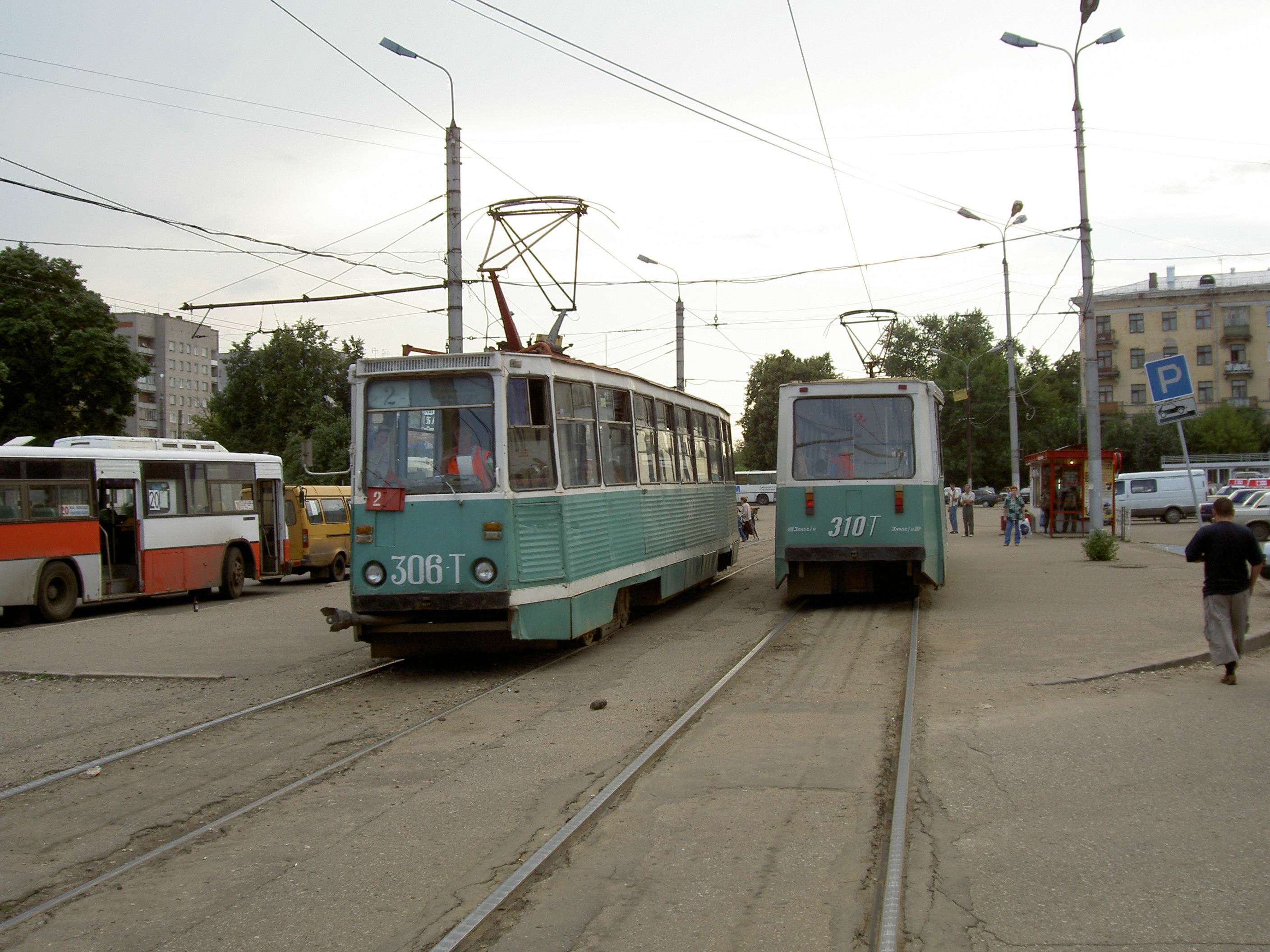
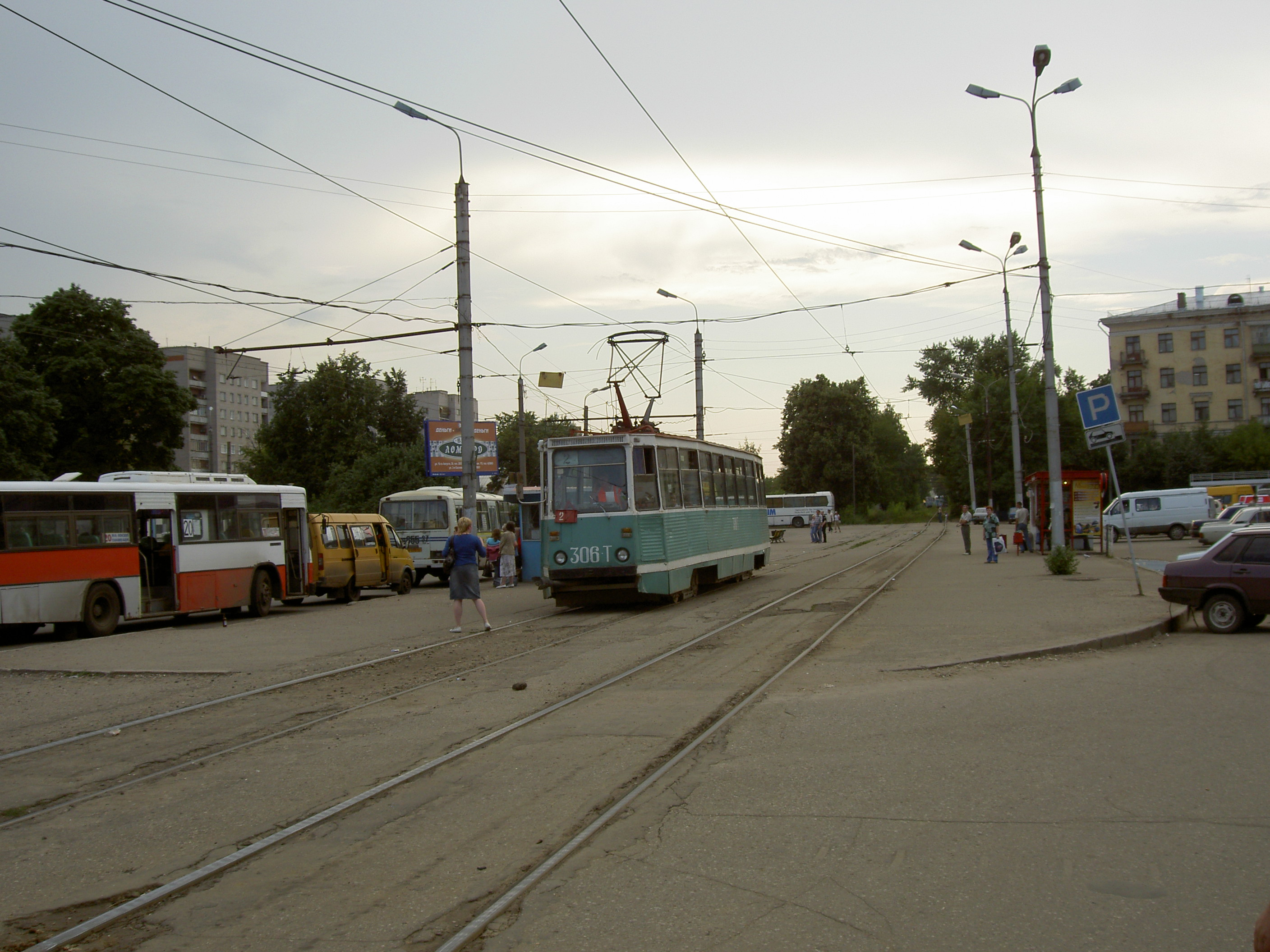
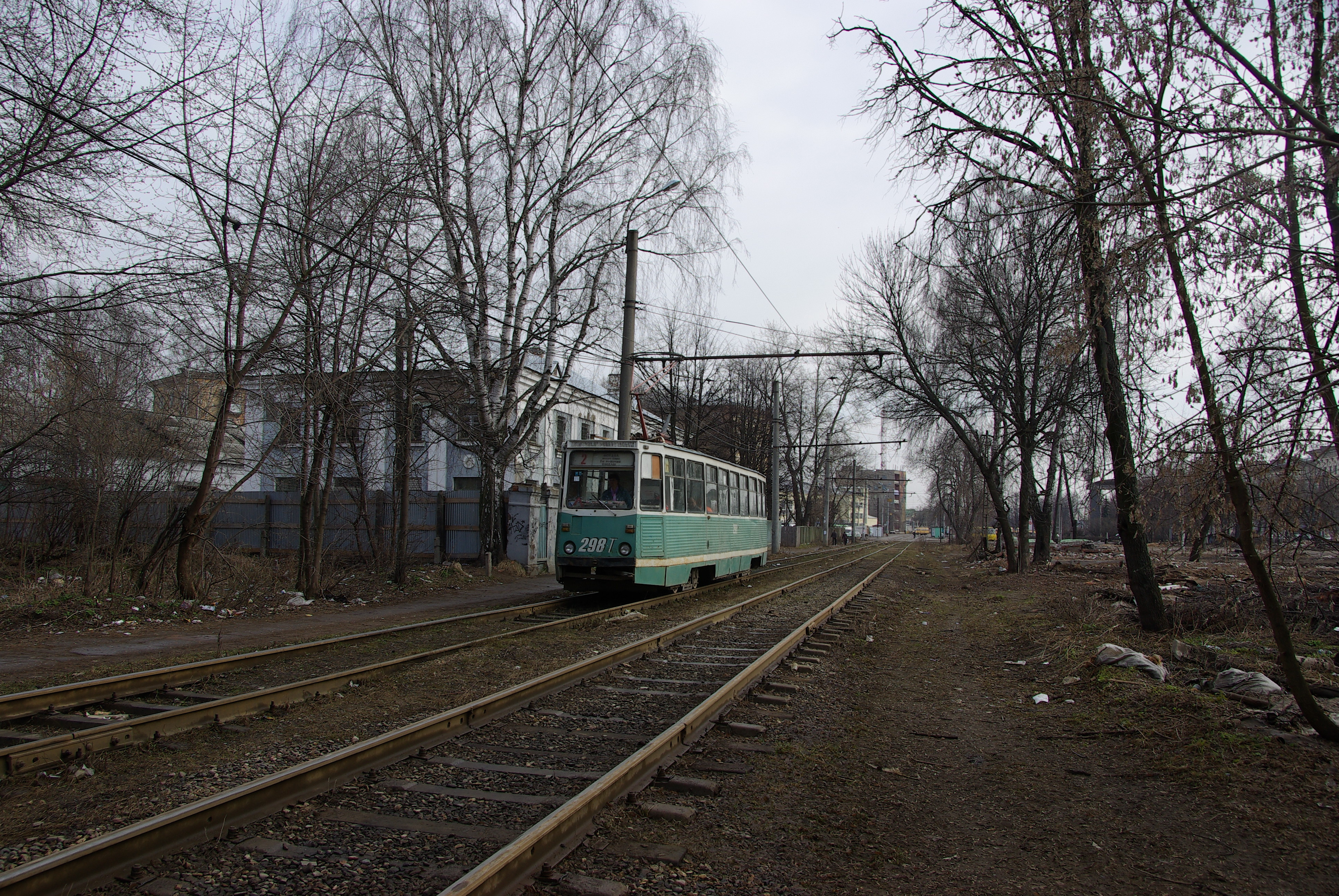
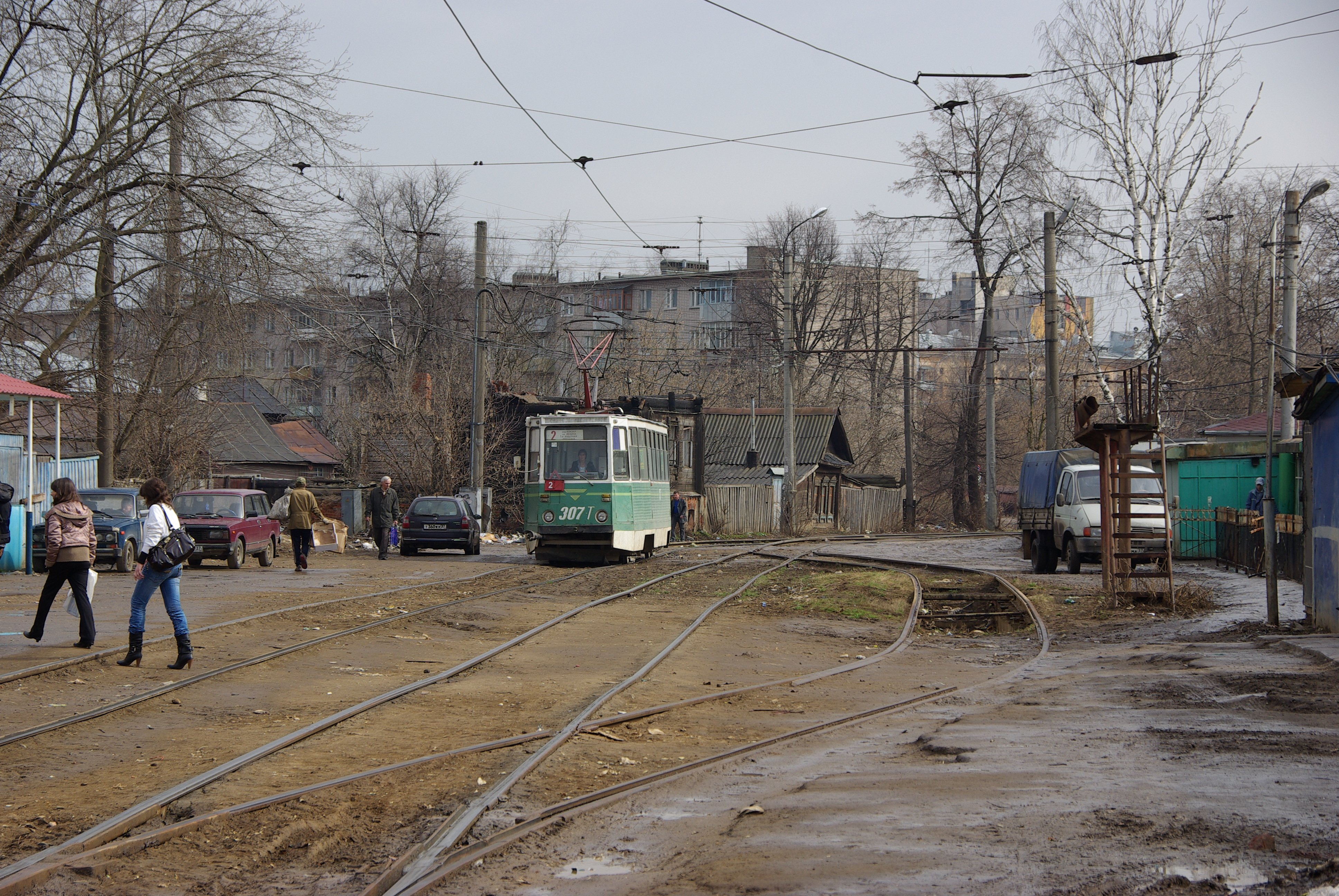